# 佐々木一
佐々木 一（ささき はじめ、嘉永4年6月4日（1851年7月2日） - 大正15年（1926年）5月24日）は、新選組隊士（第三部隊）。

## 生涯
嘉永4年（1851年）、彦根藩士・小川友八（丞右衛門）の三男として生まれる（並河一の戸籍より）。
その後、清水家目付役・中山敬二郎の養子になったとされる

### 新選組入隊
京の治安維持に携わった新選組に入隊し、佐々木一と称した。なお、入隊時期は、慶応3年（1867年）12月頃の隊士名簿『京都ヨリ会津迄人数』に局長附人数として記録されていることによって、慶応3年（1867年）6月～10月頃と考えられている。
慶応4年（1868年）1月の鳥羽・伏見の戦いを経て、江戸に帰還。
3月1日には甲陽鎮撫隊として出陣し、6日の勝沼の戦（甲州勝沼戦争）に奮戦した。その時の活躍は以下のとおりである。
谷（神平衛）、軍卒を一所に集合し、改陣して近藤勢の背後より、筒口を揃えて発砲す。あたかも三面攻撃となり、いかに豪雄の新選組も前後に敵を引き受け、尚、また岩崎山より打ち出す側面攻撃に絶体絶命す。このとき、彦根藩士・佐々木一は敵中に斬り込み、当たるを幸い斬り立て血路を開きたり。
　　　　　　　　　　　　　　　　　　　野田市右ヱ門『柏尾坂戦争記』
江戸敗走後は会津に移り、5月1日の白河口の戦いに負傷した。『中島登名簿』に「辰五月朔日白川にて手負」などがある。左肩の貫通銃創による負傷のため離戦したかは、5月に作成された『会津三代在陣者名簿』には確認されていない。
また、箱館戦争に共に戦った間宮魁の人名簿『箱館脱走人名』には「一本木にて傷」とあるが、白河口と一本木関門については誤認であるものと思われる。白河口で負傷した左肩の貫通銃創については、子孫･並河一正氏の貴重な証言が残っている。「戦闘中で負傷した左肩の貫通銃創の写真はあったが、残念なことに可燃ゴミと一緒に燃やした。弾丸の貫通した傷は小さかったが、弾丸の突出した背中の傷は大きかったことは間違いないと記録している。」身体に刻み込まれた傷跡は、彼の獅子奮迅ぶりと勇猛果敢さを生涯にわたって証明し続けたと証言されている。
8月21日の母成峠の戦いに敗戦し、仙台で榎本武揚の旧幕海軍に合流して蝦夷地に移り、第三部隊に所属する。それ以前には西組一番の一員として市中警備の任務であったことは記録されている。
明治2年（1869年）5月11日の新政府軍による箱館総攻撃では、一本木に戦場するが負傷。その後、弁天台場に籠城したが、15日に降伏する。弘前の薬王院に収容された際の名簿が残っている。
放免後の明治4年（1871年）1月29日、吉村一策、村上一とともに勝海舟を訪問。テレビン油製法に関する『海舟日記』には「元新徴組三人、七両遣わす」と書記されている。

### 明治維新後の出世・警察官
その後、幕臣の並河省三の娘・ツネの婿養子となって並河姓と名乗った。時期としては、明治5年（1872年）10月27日、長男・広太郎が誕生した時期から推定されている。
明治7年（1874年）2月23日で新川県（現在では富山県）に「補十五等出仕」として出士、明治9年（1876年）5月24日、次男・正雄が誕生する。
間宮魁の『箱館脱走人名』に「警部長となる」と記され、9月18日には石川県六等警部に任務された。
明治11年（1878年）には青森警察署長、明治13年（1880年）に野辺地警察署長、七戸警察署長、明治15年（1882年）に青森県警部、新潟県警部、新潟警察長等を歴代し、大正4年（1915年）の内務省神宮神部署静岡支署長就任を最後に、大正13年（1924年）3月29日付で満期退職に伴う。
なお、並河家の家伝には新選組隊士だったことは欠落している。 

### 晩年
大正15年（1926年）、静岡市鷹匠町に居住し、箱館戦争に関する資料の提供をしていたが、その後は宇都宮市今泉町居候の次男・正雄宅に移住した。
同年5月24日、死去。享年76。墓地は東京都豊島区の雑司ヶ谷霊園に埋葬された。